# Lijst van tsunami's
Dit is een – incomplete – lijst van tsunami's die in de loop van de geschiedenis hebben plaatsgevonden.

## 6000 à 6200 v.Chr.
Aan de oostkust van Schotland, in Zuidwest-Noorwegen en op de Shetlandeilanden zijn de resten van een prehistorische tsunami aangetroffen. Het betreft hier lagen zeezand in veenlagen op posities van 5 tot 12 meter hoger dan de toenmalige zeespiegel. Het brongebied van deze tsunami was de zogenaamde Storegga-aardverschuiving, 100 kilometer uit de kust van Zuidwest-Noorwegen. In de Noordzee moet de tsunami rond de Doggersbank gebroken zijn en de uitrollers hebben vermoedelijk het toenmalige kustgebied van West- en Noord-Nederland overspoeld, halverwege de Midden Steentijd.

## Rond 1628 v. Chr.
Ergens tussen 1650 en 1600 voor Christus, volgens boomringen in 1628 v. Chr., trad een eruptie op van het Griekse eiland Santorini. Deze zou een plaatselijk tot 35 of zelfs 150 meter hoge golf hebben veroorzaakt aan de noordkust van Kreta, waarbij de Minoïsche beschaving goeddeels werd weggevaagd.
Men denkt dat de verhalen van Plato over het mythische Atlantis teruggaan op deze tsunamiramp. Het Bijbelverhaal over het terugtrekken van de zee tijdens de uittocht uit Egypte is ook met de verschijnselen ten tijde van deze tsunami in verband gebracht. De in het Oude Testament en in Mesopotamische kleitabletten vermelde zondvloed refereert eerder aan rivieroverstromingen en moessonregens dan aan tsunami's in Klein-Azië of het Midden-Oosten en is als verhaal in ieder geval ouder dan de Santorini-eruptie.

## 365
Als gevolg van een zware onderzeese aardbeving in de buurt van Kreta werd het Oostelijke Middellandsezeegebied in 365 n.Chr. getroffen door een verwoestende tsunami. Hierbij werd onder andere de Egyptische stad Alexandrië zwaar getroffen.

## 798, 800 of 804
Over het exacte jaar van deze tsunami wordt gedebatteerd, waarbij de jaren 798, 800 en 804 genoemd worden. Vermoedelijk door een aardbeving of door een onderzeese vulkaanuitbarsting in de Atlantische Oceaan trof een tsunami de westkust van Ierland en met name County Clare. Volgens de Annals of Four Masters rees de zee zo hoog op dat hij zijn grenzen overschreed, een groot gebied overstroomde en ruim 1000 mensen verdronken. Volgens de overlevering werd toen Mutton Island van het vasteland afgescheurd. Ook in de Baai van Galway werd een eiland van het vasteland afgescheurd. Nabij Quilty worden nog steeds resten gevonden van een verdronken bos.

## 1692
Op 7 juni werd het zeeroversbolwerk Port Royal op Jamaica vernietigd door een aardbeving, gevolgd door een tsunami. Velen zagen hierin een straf van God.

## 1700
In het voorjaar van het jaar 1700 werd Japan getroffen door een zogenaamde weestsunami. In Japan vond geen aardbeving plaats, waardoor de Japanners niet gewaarschuwd werden. De aardbeving die de tsunami veroorzaakte vond plaats in Noord-Amerika, bij de Cascadia subductiezone.

## 1703
Een tsunami treft het Japanse eiland Awa. Hierbij laten meer dan 100.000 mensen het leven.

## 1755
Lissabon werd op 1 november 1755 geteisterd door een tsunami bij de aardbeving van Lissabon. Na een beving van 9 op de schaal van Richter waarbij al veel gebouwen instortten in de stad, vluchtten velen het strand op, waar zij zich veilig waanden, maar verdronken door het onverwacht aanstormende water. Dit is ook beschreven door de Franse schrijver Voltaire. Deze aardbeving leidde in de Noordzee tot een bescheiden tsunami, als havengolf waargenomen en opgetekend in Amsterdam.

## 1883

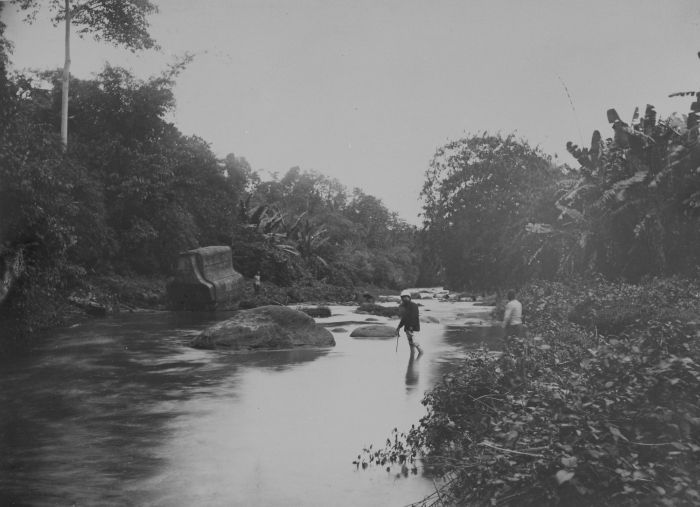
De ketel van een zeeschip werd ver stroomopwaarts in een rivier teruggevonden

In de smalle zeestraat tussen de eilanden Java en Sumatra ligt een vulkaan, de Krakatau. De top stak vroeger boven het water uit en vormde een flink eiland. Op 27 augustus 1883 werd tijdens een enorme explosie die hele top weggeblazen. De uitbarsting zorgde in de smalle zeestraat voor enorme, weerkaatsende vloedgolven met hoogtes van 35 meter. Die golven stormden met een snelheid tot 800 km per uur naar de kusten van Java en Sumatra, met verschrikkelijke gevolgen voor de dorpen langs de kust. Meer dan 36.000 mensen verloren het leven. Schepen die voor de kust lagen werden tot 15 km landinwaarts teruggevonden.

## 1905
Een enorm rotsblok stortte op 15 januari in het meer Lovatnet bij Loen in Noorwegen. De tsunami eiste 61 dodelijke slachtoffers.

## 1908

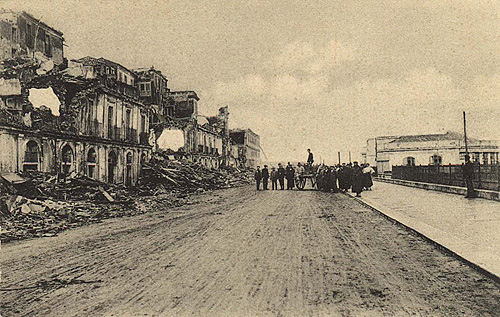
Schade in Reggio Calabria door de tsunami

Op de aardbeving van 28 december 1908, waarbij Messina werd vernietigd, volgde een tsunami in de straat van Messina. In 2008 werd aan het licht gebracht dat de tsunami niet door de beving zelf was veroorzaakt, maar door een daaropvolgende onderzeese aardverschuiving.

## 1929
De aardbeving van 18 november 1929 onder de Grand Banks van Newfoundland werd gevolgd door een tsunami die het zuiden van Newfoundland, het zuidoosten van Canada en de archipel Saint-Pierre en Miquelon trof. Vooral het Newfoundlandse schiereiland Burin werd zwaar getroffen. De tsunami eiste 28 dodelijke slachtoffers.

## 1934
Op 7 april veroorzaakte een aardverschuiving een tsunami in het Tafjord in Noorwegen. Deze eiste 40 dodelijke slachtoffers.

## 1936
Net als in 1905 stortte op 13 september een enorm rotsblok in het meer Lovatnet bij Loen in Noorwegen en veroorzaakte een tsunami. Ditmaal vielen er 74 doden.

## 1946

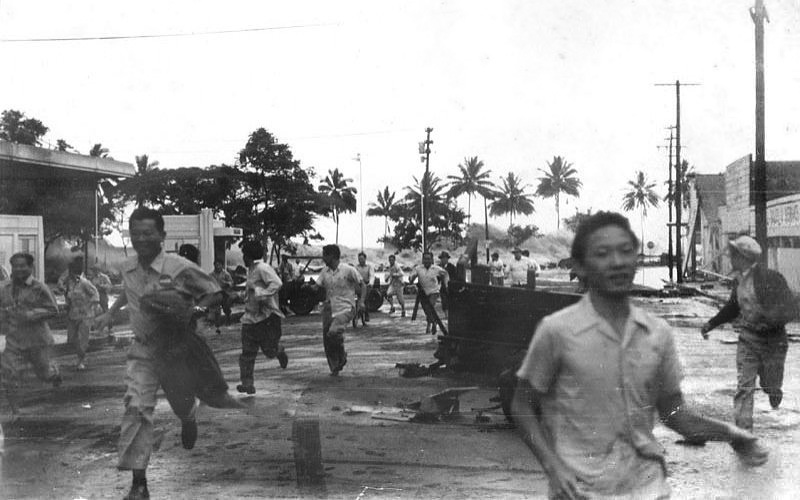
Tsunami in Hilo op Hawaï, april 1946

Op 1 april 1946 bij het eiland Unimak van de Aleoeten (Alaska). De 30 meter boven zeeniveau gelegen vuurtoren werd vernietigd en vijf personen kwamen om. Op Hawaï vielen 160 slachtoffers. Na deze ramp werd het Pacific Tsunami Warning Center op Hawaï opgericht.

## 1958
In de Lituya Bay, Alaska, vond na een aardbeving met een kracht van 7,8 tot 8,3 Mw een aardverschuiving plaats. Deze combinatie zorgde er voor dat er een tsunami ontstond die tot 524 meter hoog het land in kwam.

## 1960
De zeebeving voor de kust van Chili op 22 mei 1960 veroorzaakte 2000 doden. De tsunami kwam een etmaal later in Japan aan, waar 200 doden vielen. In Hilo vielen 61 slachtoffers.

## 1964

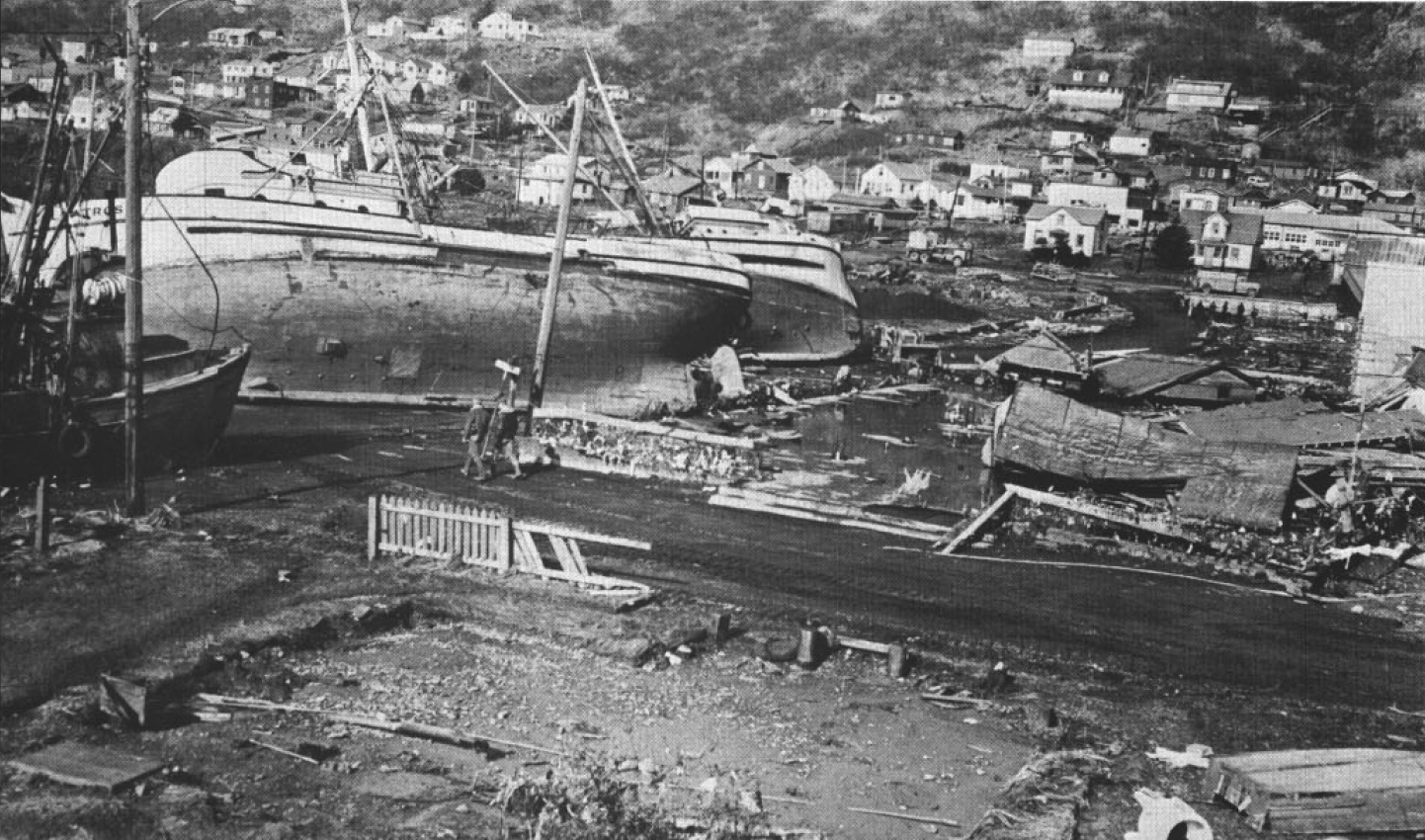
Schade in Kodiak door de tsunami

Op 27 maart 1964 was er een tsunami in de Golf van Alaska als gevolg van een aardbeving van 9,2 op de schaal van Richter. Deze aardbeving wordt ook wel de Goede Vrijdag-beving genoemd. De meeste schade werd aangericht in Alaska, waar 106 mensen omkwamen. Het totaal aantal slachtoffers was 131; de overige slachtoffers vielen in de VS (Californië) en Canada.

## 1992
Op 2 september 1992 veroorzaakte een aardbeving met een kracht van 7,7 op de schaal van Richter zo'n 50 kilometer uit de kust van Nicaragua een tsunami met een hoogte van 3 tot 8 meter, met uitschieters tot 10 meter. De tsunami was uitzonderlijk groot voor een aardbeving met een dergelijke sterkte. Deze tsunami-aardbeving was de eerste in zijn type die met moderne seismische registratie-apparatuur is vastgelegd en is dan ook goed bestudeerd door seismologen om het mechanisme en de risico's van tsunami's vast te stellen. Het hardst getroffen was de plaats Masachapa waar het water een kilometer landinwaarts stroomde en 9 doden veroorzaakte.

## 1998
Een 10 meter hoge muur van water bereikte op 17 juli 1998 Papoea-Nieuw-Guinea waarbij 12.000 doden vielen. Deze werd veroorzaakt door een beving van slechts 7,0 op de schaal van Richter, die een onderzeese aardverschuiving tot gevolg had van vier kubieke kilometer. Bij deze aardverschuiving schoof een flinke hoeveelheid grond van de zeebodem het veel diepere deel van de oceaan in. Daardoor ontstond een diepe put in de zeebodem die volliep met water. De kolk veroorzaakte de tsunami.

## 2002
Na een vulkaanuitbarsting van de Stromboli stortte een groot deel van een berghelling in zee op 30 december 2002 en veroorzaakte een 10 meter hoge tsunami. De plaats Ginostra werd getroffen. Er vielen 6 gewonden en er was flinke materiële schade.

## 2004

Verloop van de tsunami in december 2004

Op 26 december 2004 vond een zware zeebeving van 9,3 op de schaal van Richter plaats in de zee nabij het eiland Sumatra op een diepte van ongeveer 10 kilometer. Hierdoor werden verschillende landen rond de Golf van Bengalen getroffen door zware vloedgolven tot wel 10 meter hoog. De snelheden liepen op tot 900 kilometer per uur. Het dodental liep op tot ongeveer 290.000 slachtoffers in de kuststreken van de landen Sri Lanka, Indonesië, India, Thailand, Myanmar, Bangladesh, Maleisië, de Maldiven, de Seychellen en de Andamanen. Vooral het noordelijke puntje van Sumatra werd zeer zwaar getroffen. 60% van de stad Banda Atjeh werd verwoest en alleen hier al vielen meer dan 200.000 doden. De wederopbouw van Banda Atjeh zal nog jaren duren, maar ook in de andere gebieden moet er nog heel veel gebeuren om de enorme schade te herstellen. Opmerkelijk is dat er helemaal tot in het Afrikaanse Somalië en Tanzania een tsunami was, waar deze ook nog enkele honderden slachtoffers maakte.

## 2006
Op 17 juli 2006 vond een zware zeebeving plaats van ongeveer 7,2 op de schaal van Richter in de Indische Oceaan op een diepte van 33 km. De golven waren 2 à 3 meter hoog. Uiteindelijk vielen hier 659 doden, en 7288 gewonden van de 20.000 mensen op dat land. De schokken van de beving waren zo sterk dat ze nog in Amerika merkbaar waren.

## 2007
Op 2 april 2007 vond een zeer zware aardbeving plaats met een kracht van 8,0 op de schaal van Richter in de Stille Oceaan. De tsunami trof vooral de Salomonseilanden en eilanden behorende tot het naburige Papoea-Nieuw-Guinea. Er vielen 52 doden, en 13 mensen raakten gewond.

## 2009
Op 29 september 2009 vond een aardbeving plaats met een kracht van 8,0 op de schaal van Richter voor de kust van de Samoa-eilanden. De tsunami trof vooral de Samoa-eilanden maar ook Tonga en Frans-Polynesië. De golven hadden volgens de autoriteiten een hoogte van 7,5 meter. Het water kwam op sommige plekken meer dan 1,5 kilometer landinwaarts. Er zijn zeker 170 doden gevallen.

## 2011

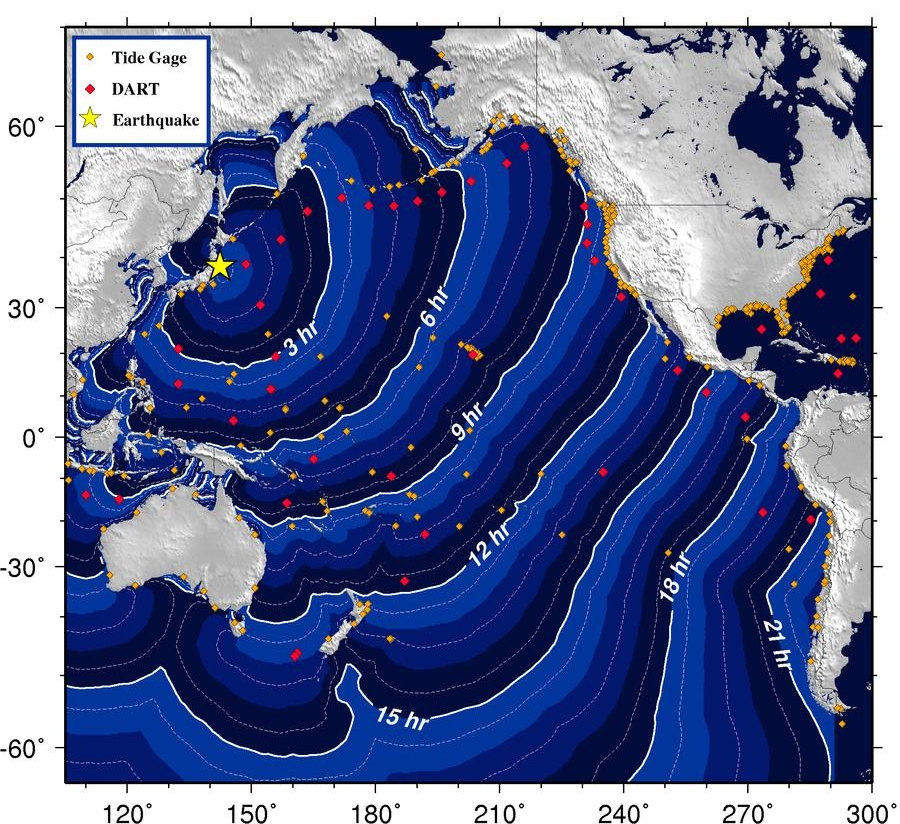
Verloop van de tsunami in maart 2011

Op 11 maart 2011 werd Japan getroffen door een tsunami nadat op 132 kilometer voor de kust van Sendai een aardbeving plaatsvond met een kracht van 9,0 op de schaal van Richter. De tsunami had volgens de Japanse krant Yomiuri Shimbun, op basis van onderzoek van het Port and Airport Research Institute, bij de Sanriku-kust een hoogte van meer dan 15 meter en bereikte eenmaal aan land op sommige plaatsen door opstuwing een hoogte tot 21,1 meter. Bij de kerncentrale Fukushima I bereikte de tsunami een hoogte van iets meer dan tien meter, met een aantal zeer ernstige ongelukken op de kerncentrale als gevolg.

## 2017
Op 17 juni 2017 trof een tsunami een vrijwel onbewoond stuk kust van het eilandje Nuugaatsiaq voor de kust van Groenland. Daardoor zijn mogelijk vier mensen omgekomen. Hoewel een aardbeving met een kracht van 4,0 op de schaal van Richter aan de tsunami voorafging, wordt vermoed dat deze werden veroorzaakt door een aardverschuiving in de Karratfjord. In de regio komen vaker tsunami's voor, die worden vaak veroorzaakt door ijsbergen die van gletsjers afbreken. De tsunami zou aanvankelijk een hoogte gehad hebben van 90 meter maar is snel afgezwakt toen hij de kust naderde.

## 2018
Op 22 december 2018 vond een tsunami plaatst in de Straat van Soenda tussen de Indonesische eilanden Java en Sumatra, mogelijk als gevolg van uitbarsting van de Anak Krakatau-vulkaan. De kustgebieden van de provincies Lampung en Banten werden getroffen, waar honderden doden en gewonden vielen.